# شهرستان اینیو (کالیفرنیا)
شهرستان اینیو در شرق مرکز کالیفرنیا در آمریکا و در جنب شرقی کوهستان‌های سیرا نوادا و جنوب پارک ملی یوسیمیتی واقع شده‌است. مطابق با سرشماری سال ۲۰۰۰ جمعیت آن معادل ۱۷٬۹۴۵ برآورد شده‌است. بخشداری آن ایندیپندنس می‌باشد.
مونت ویتنی، بلندترین قله در پایین ۴۸ ایالت، در این شهرستان واقع شده‌است. بدواتر، در پارک ملی دث ولی، و پایین نقطه در ایالت متحده، نیز در این شهرستان واقع شده‌است. این دونقطه دیدی نسبت به یکدیگر ندارند ولی هر دو از رشته‌کوه پانامینت در جنب غربی دره دث قابل مشاهده هستند.